# Швеція на літніх Олімпійських іграх 1960
Швеція брала участь у Літніх Олімпійських іграх 1960 року у Римі (Італія) утринадцяте за свою історію, і завоювала одну золоту, дві срібні і три бронзові медалі. Збірну країни представляли 134 спортсмени (115 чоловіків та 19 жінок).
| Швеція на олімпіаді 1960 року в Римі | Швеція на олімпіаді 1960 року в Римі | Швеція на олімпіаді 1960 року в Римі | Швеція на олімпіаді 1960 року в Римі | Швеція на олімпіаді 1960 року в Римі |
| медалі                               | Спортсмен                            | Вид спорту                           | Дисципліна                           | Результат                            |
| ------------------------------------ | ------------------------------------ | ------------------------------------ | ------------------------------------ | ------------------------------------ |
| Золото                               | Герт Фредрікссон Свен-Улов Шеделіус  | Каное                                | K-2 1000 метрів                      | 3.34,73                              |
| Срібло                               | Яне Седерквіст                       | Плавання                             | 400 m вільний стиль, жінки           | 4.53,9                               |
| Срібло                               | Юн Юнггрен                           | Легка атлетика                       | 50 км, ходьба                        | 4.25.47,0                            |
| Бронза                               | Герт Фредрікссон                     | Каное                                | K-1 1000 метрів                      | 3.55,89                              |
| Бронза                               | Ганс Антонссон                       | боротьба                             | Вільна боротьба                      |                                      |
| Бронза                               | Ґустав Фрей                          | Боротьба                             | Греко-римська боротьба               |                                      |